# Grote langsnavellijster
De grote langsnavellijster (Zoothera monticola) is een zangvogel uit de familie Turdidae (lijsters).

## Verspreiding en leefgebied
Deze soort telt 2 ondersoorten:
- Z. m. monticola: van de Himalaya tot noordwestelijk Myanmar.
- Z. m. atrata: noordwestelijk Vietnam.